# Hydropsyche yukaritepe
Hydropsyche yukaritepe là một loài Trichoptera trong họ Hydropsychidae. Chúng phân bố ở miền Cổ bắc.